# 潮来インターチェンジ
潮来インターチェンジ（いたこインターチェンジ）は、茨城県潮来市にある東関東自動車道のインターチェンジである。
現在、高谷JCT方面からの終点となっており、この先、行方市を経て、鉾田ICまでが未開通となっている。また、当インターから鹿嶋市方面への支線を建設する計画も存在する（仮称：鹿行南部道路）。

## 道路
- E51 東関東自動車道（13番）
- 茨城県道50号水戸神栖線
- 茨城県道101号潮来佐原線

## 料金所
- ブース数：6

### 入口
- ブース数：2
  - ETC専用：1
  - 一般：1

### 出口
- ブース数：4
  - ETC専用：2
  - 一般：2

## 歴史
- 1987年（昭和62年）11月20日 : 佐原香取IC - 潮来IC間開通に伴い供用開始。
- 2026年（令和8年）度 : 潮来IC - 鉾田IC間開通予定[4][注釈 1]。

## 接続する道路
- 茨城県道50号水戸神栖線（旧：水郷有料道路）
- 茨城県道101号潮来佐原線（国道51号潮来バイパス接続）

## 周辺
- 水郷潮来バスターミナル
- 佐川急便潮来営業所（茨城県営業店）
- 鹿島物流 潮来営業所
- セイミヤ潮来物流センター
- 道の駅いたこ
- 鹿島港
- JR鹿島線延方駅

## 隣
E51 東関東自動車道
(12) 佐原香取IC - 佐原PA - (13) 潮来IC - 潮来行方IC（事業中）